# Liberalismo social
O liberalismo social, social liberalismo, novo liberalismo, ou liberalismo moderno é uma filosofia política e uma variante do liberalismo que apoia a justiça social, os serviços sociais, uma economia mista e a expansão dos direitos civis e políticos, em oposição ao liberalismo clássico que apoia o capitalismo laissez faire não regulamentado com muito poucos serviços governamentais.
Economicamente, baseia-se na economia social de mercado e considera o bem comum como harmonioso com a liberdade do indivíduo. Os liberais sociais sobrepõem-se aos social-democratas na aceitação da intervenção económica mais do que outros liberais; a  sua importância é considerada auxiliar em relação aos social-democratas. As ideologias que enfatizam a sua política económica incluem o liberalismo do bem-estar, o liberalismo do New Deal nos Estados Unidos, e o liberalismo keynesiano. O liberalismo cultural é uma ideologia que destaca os seus aspetos culturais. O mundo adotou amplamente políticas sociais liberais.
As ideias e os partidos sociais liberais tendem a ser considerados de centro ao centro-esquerda, embora haja desvios destas posições tanto para a esquerda como para a direita política. É expectável a abordagem de questões económicas e sociais, como pobreza, segurança social, infraestrutura, saúde e educação usando intervenção governamental, ao mesmo tempo em que se enfatiza os direitos individuais e a autonomia, sob um governo social liberal. No discurso político moderno, o liberalismo social está associado ao progressismo, um liberalismo de esquerda em contraste com o neoliberalismo de direita, e combina o apoio a uma economia mista com o liberalismo cultural.
O liberalismo social também pode referir-se às posições progressistas americanas sobre questões socioculturais, como os direitos reprodutivos e o casamento entre pessoas do mesmo sexo, em contraste com o conservadorismo social americano. O liberalismo cultural é frequentemente referido como liberalismo social porque expressa a dimensão social do liberalismo; no entanto, não é o mesmo que a ideologia política mais ampla conhecida como liberalismo social. Na política americana, um liberal social pode ter opiniões conservadoras (liberais económicos) ou opiniões liberais (progressistas económicos) sobre a política fiscal.
A palavra social é utilizada nesta versão do liberalismo com um duplo sentido. Um primeiro como forma de diferenciação dos grupos que defendem correntes do liberalismo como o liberalismo clássico, o neoliberalismo e o libertarianismo. Um segundo como forma de se aproximar de ideais progressistas ao nível da defesa das liberdades individuais e em oposição às ideias defendidas pelos partidos conservadores. O Liberalismo Social é uma filosofia política que enfatiza a colaboração mútua através de instituições liberais, em oposição à utilização da força para resolver as controvérsias políticas. Rejeitando quer a versão "laissez-faire" do capitalismo, quer os elementos revolucionários da escola socialista, o liberalismo social coloca a sua ênfase nas liberdades positivas, tendo como objetivo aumentar as liberdades dos desfavorecidos da sociedade.

## Origens

### Reino Unido

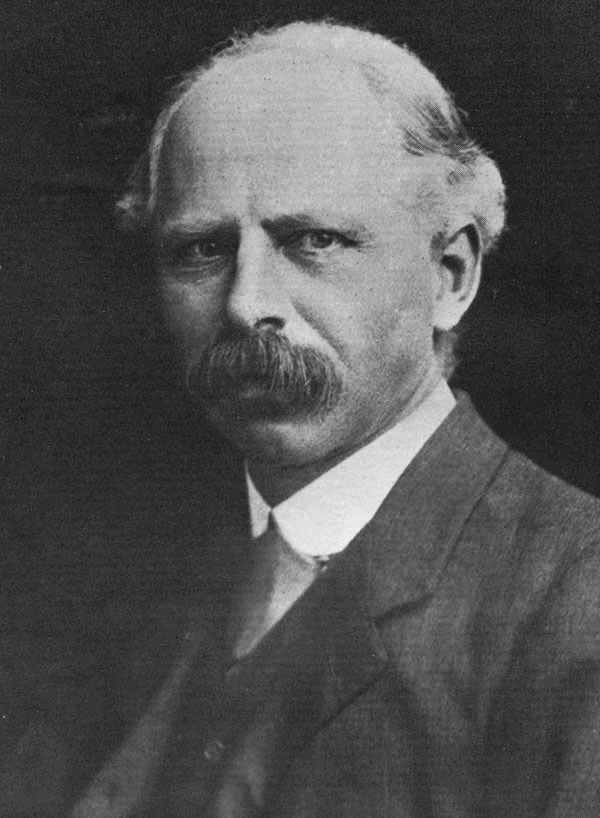
Leonard Hobhouse foi um dos criadores do liberalismo social, nomeadamente através do seu livro Liberalism, publicado em 1911.

No final do século XIX, as quedas no crescimento económico desafiaram os princípios do liberalismo clássico, uma consciência crescente da pobreza e do desemprego presentes nas cidades industriais modernas, e a agitação do trabalho organizado. Uma reação política significativa contra as mudanças introduzidas pela industrialização e pelo capitalismo laissez-faire veio dos conservadores one-nation preocupados com o equilíbrio social e com a introdução da famosa Lei da Educação de 1870. No entanto, o socialismo tornou-se mais tarde uma força mais importante para a mudança e a reforma. Alguns escritores vitorianos - incluindo Charles Dickens, Thomas Carlyle e Matthew Arnold - tornaram-se os primeiros críticos influentes da injustiça social.
John Stuart Mill contribuiu enormemente para o pensamento liberal ao combinar elementos do liberalismo clássico com o que eventualmente ficou conhecido como o novo liberalismo. Mill desenvolveu esta filosofia ao liberalizar o conceito de consequencialismo para promover um sistema baseado em direitos. Ele também desenvolveu o seu dogma liberal combinando a ideia de usar uma base utilitarista com a ideia de direitos individuais. Os novos liberais tentaram adaptar a velha linguagem do liberalismo para enfrentar estas circunstâncias difíceis, que eles acreditavam que só poderiam ser resolvidas através de uma conceção mais ampla e intervencionista do Estado. Garantir que os indivíduos não interferissem fisicamente uns com os outros ou simplesmente formulassem e aplicassem leis de forma imparcial não poderia estabelecer um direito igual à liberdade. Foram necessárias medidas mais positivas e proativas para garantir que todos os indivíduos tivessem oportunidades iguais de sucesso.

#### Novos Liberais

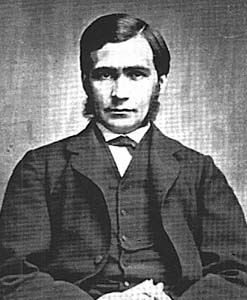
Thomas Hill Green

No final do século XIX e início do século XX, um grupo de pensadores britânicos conhecidos como Novos Liberais defendeu o liberalismo clássico laissez-faire. Argumentou a favor da intervenção estatal na vida social, económica e cultural. O que eles propuseram é agora chamado de liberalismo social. Os Novos Liberais, incluindo os intelectuais Thomas Hill Green, Leonard Hobhouse e John A. Hobson, viam a liberdade individual alcançável apenas sob circunstâncias sociais e económicas favoráveis. Na sua opinião, a pobreza, a miséria e a ignorância em que muitas pessoas viviam tornavam impossível o florescimento da liberdade e da individualidade. Os Novos Liberais acreditavam que através da ação coletiva coordenada por um Estado forte, orientado para o bem-estar e intervencionista poderia aliviar estas condições.[carece de fontes?]
Os governos liberais de Henry Campbell-Bannerman e H.H. Asquith, principalmente graças ao Chanceler do Tesouro e mais tarde ao primeiro-ministro David Lloyd George, estabeleceram as bases do Estado de bem-estar social no Reino Unido antes da Primeira Guerra Mundial. O Reino Unido após a Segunda Guerra Mundial, embora realizado principalmente pelo ministério Attlee do Partido Trabalhista, foi significativamente concebido por dois liberais, nomeadamente John Maynard Keynes (que lançou as bases da economia com a Revolução Keynesiana) e William Beveridge (cujo Relatório Beveridge foi usado para projetar o sistema de bem-estar social).

O historiador Peter Weiler argumentou:
Embora ainda parcialmente informada pelas antigas preocupações liberais com o carácter, a autossuficiência e o mercado capitalista, esta legislação marcou, no entanto, uma mudança significativa nas abordagens liberais ao Estado e à reforma social, abordagens que os governos posteriores expandiriam lentamente e que se transformariam no Estado de bem-estar social após a Segunda Guerra Mundial. O que havia de novo nestas reformas era a suposição subjacente de que o Estado poderia ser uma força positiva, que a medida da liberdade individual... não era o quanto o Estado deixava as pessoas sozinhas, mas se ele lhes dava a capacidade de se preencherem a si próprios como indivíduos.

### Alemanha
Na Alemanha da década de 1860, políticos liberais de esquerda como Max Hirsch, Franz Duncker e Hermann Schulze-Delitzsch estabeleceram sindicatos - modelados nos seus homólogos britânicos - para ajudar os trabalhadores a melhorar as condições económicas e de trabalho através da reconciliação de interesses e da cooperação com os seus empregadores, ao invés da luta de classes. Schulze-Delitzsch é também o fundador do movimento cooperativo alemão e o organizador das primeiras cooperativas de crédito do mundo. Alguns economistas liberais, como Lujo Brentano ou Gerhart von Schulze-Gävernitz, estabeleceram a Verein für Socialpolitik (Associação Económica Alemã) em 1873 para promover a reforma social baseada na escola historicista da economia e, portanto, rejeitando a economia clássica, propondo uma terceira via entre o Liberalismo de Manchester e a revolução socialista no Império Alemão fundado em 1871.[carece de fontes?]
No entanto, o movimento liberal de esquerda alemão fragmentou-se em alas e novos partidos ao longo do século XIX. Os principais objetivos dos partidos liberais de esquerda – o Partido do Progresso Alemão e os seus sucessores – eram a liberdade de expressão, a liberdade de reunião, o governo representativo, o sufrágio secreto e igualitário, mas obrigatório, e a proteção da propriedade privada. Ao mesmo tempo, opunham-se fortemente à criação de um Estado de bem-estar, que chamavam de socialismo estatal . As principais diferenças entre os partidos liberais de esquerda foram:[carece de fontes?]
- As ambições nacionais.
- Os diferentes subestados dos objetivos das pessoas.
- Livre comércio contra a Schutzzollpolitik.
- A construção da economia nacional.

O termo 'liberalismo social' (em alemão:  Sozialliberalismus) foi usado pela primeira vez em 1891 pelo economista e jornalista austro-húngaro Theodor Hertzka. Posteriormente, em 1893, o historiador e reformador social Ignaz Jastrow também usou esse termo e ingressou na Associação Económica Alemã. Ele publicou o manifesto socialista-democrata "Liberal Social: Tarefas para o Liberalismo na Prússia" para criar um "grupo de ação" para o bem-estar geral do povo no Partido Social Democrata da Alemanha, que eles rejeitaram.

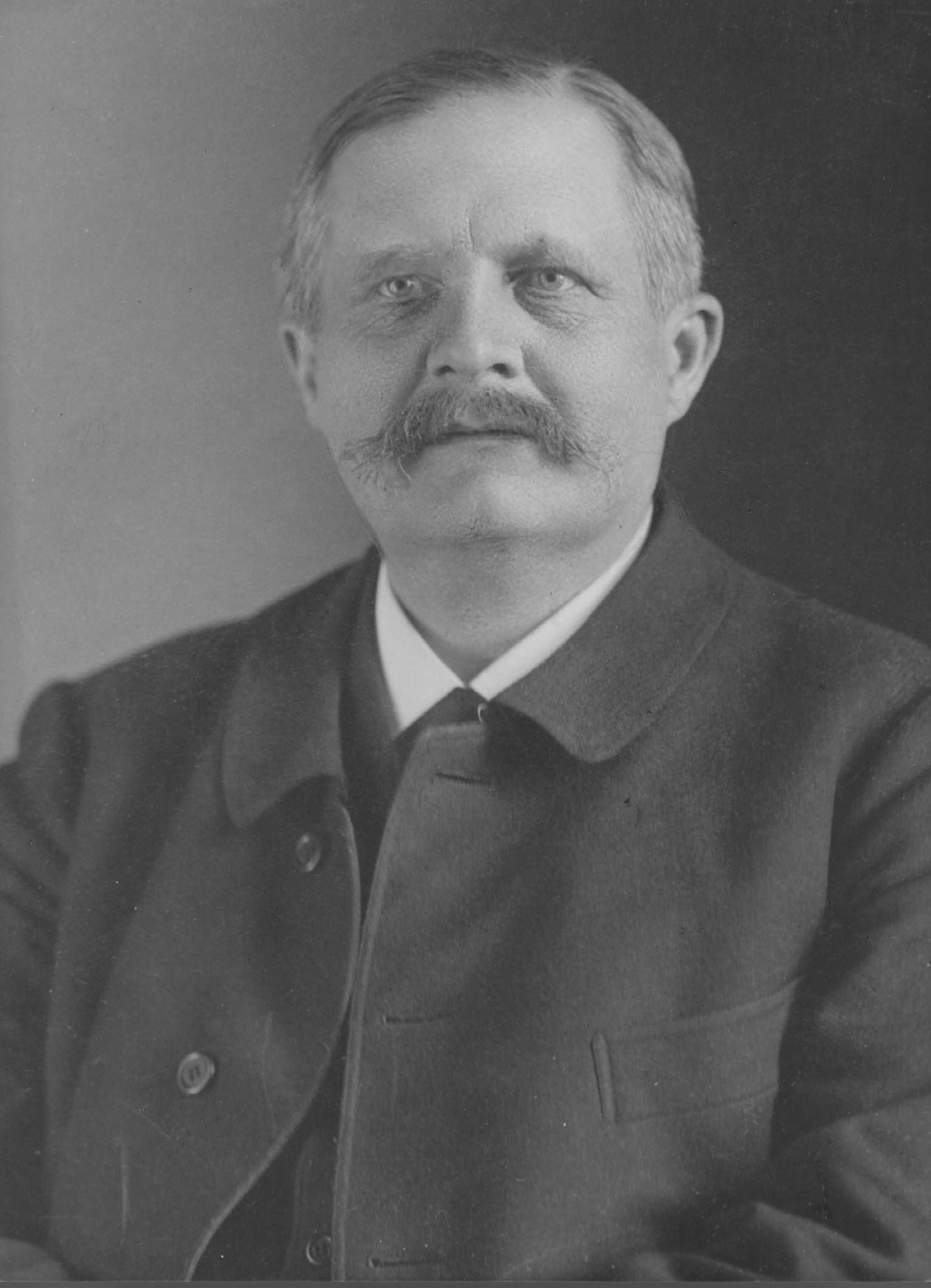
Friedrich Naumann

A Associação Nacional-Social, fundada pelo pastor protestante Friedrich Naumann, também manteve contactos com os liberais de esquerda. Ele tentou afastar os trabalhadores do marxismo, propondo uma mistura de nacionalismo e liberalismo social de flexão de valores protestantes-cristãos para superar os antagonismos de classe por meios não revolucionários. Naumann chamou isso de “liberalismo integral proletário-burguês”. Embora o partido não tenha conseguido ganhar nenhum assento e logo se dissolvesse, ele permaneceu influente no liberalismo de esquerda teórico alemão.[carece de fontes?]
Na República de Weimar, o Partido Democrático Alemão foi fundado e herdou o passado liberal de esquerda e tinha uma ala social de esquerda e uma ala económica de direita, mas favorecia fortemente a constituição democrática em detrimento de uma monarquista. As suas ideias de uma economia socialmente equilibrada com solidariedade, deveres e direitos entre todos os trabalhadores tiveram dificuldades devido às sanções económicas do Tratado de Versalhes, mas influenciaram as empresas cooperativas locais.
Depois de 1945, os Democratas Livres incluíram a maioria dos liberais sociais enquanto outros aderiram à União Democrata Cristã da Alemanha. Até a década de 1960, o ordoliberalismo do pós-guerra foi o modelo para a Alemanha. Teve uma influência liberal social teórica baseada em deveres e direitos. À medida que os Democratas Livres descartaram as ideias liberais sociais numa abordagem mais conservadora e economicamente liberal em 1982, alguns membros deixaram o partido e formaram os Liberais Democratas liberais sociais.

### França
Em França, pensadores solidários, incluindo Alfred Fouillée e Émile Durkheim, desenvolveram a teoria liberal-social na Terceira República. A sociologia inspirou-os e influenciaram políticos radicais como Léon Bourgeois. Explicaram que uma divisão mais extensa do trabalho causava mais oportunidades e individualismo e inspirava uma interdependência mais complexa. Argumentavam que o indivíduo tinha uma dívida para com a sociedade, promovendo a tributação progressiva para apoiar obras públicas e regimes de segurança social. Contudo, queriam que o Estado coordenasse em vez de gerir, incentivando esquemas de seguros cooperativos entre indivíduos. O seu principal objetivo era remover as barreiras à mobilidade social, em vez de criar um Estado-providência.

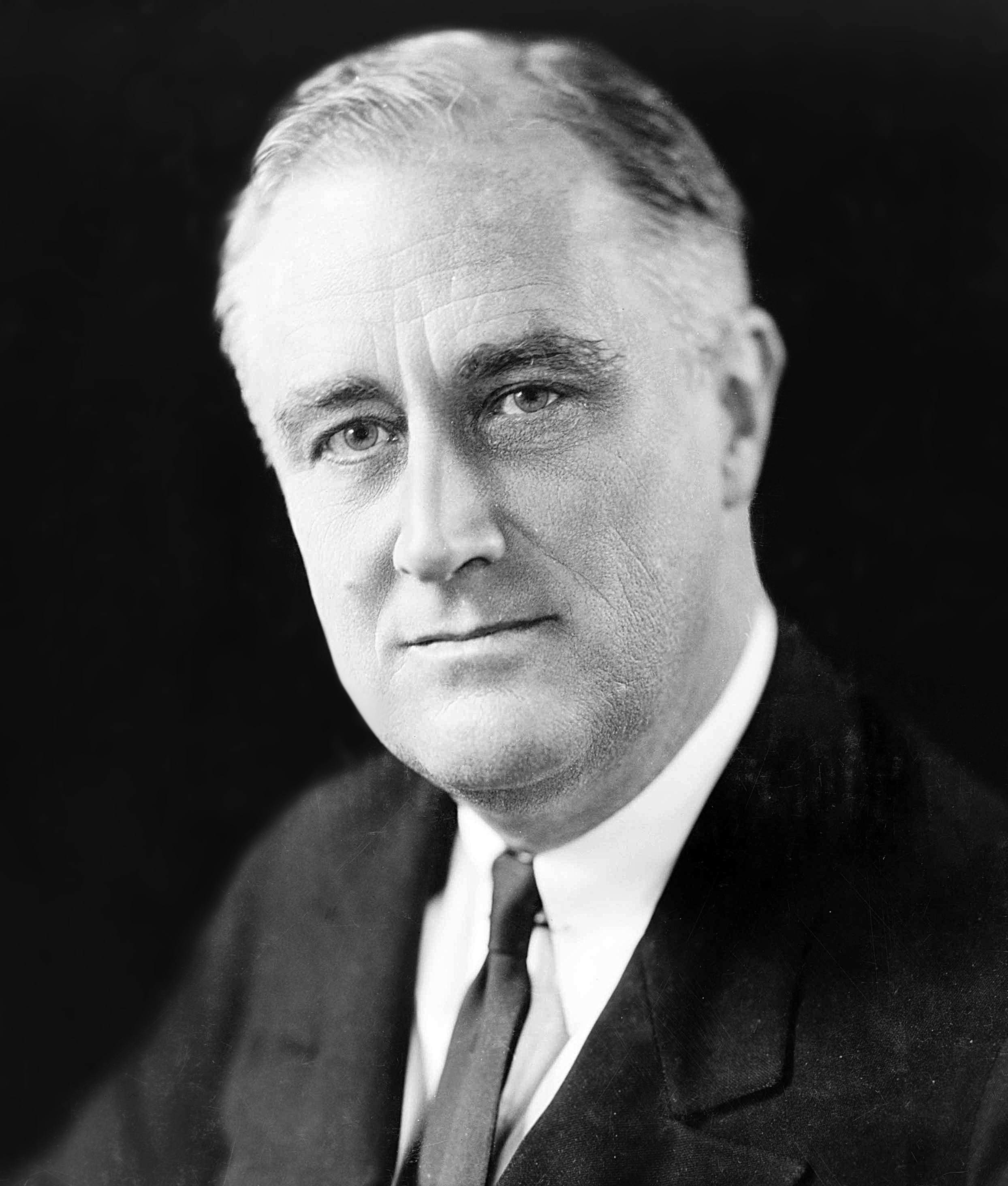
Franklin D. Roosevelt, o 32º Presidente dos Estados Unidos, cujas políticas internas do New Deal definiram o liberalismo americano para o terço médio do século XX.

### Estados Unidos
O liberalismo social foi um termo nos Estados Unidos para diferenciá-lo do liberalismo clássico ou laissez-faire. Dominou o pensamento político e económico durante vários anos, até que a palavra se ramificou em torno da Grande Depressão e do New Deal. Nas décadas de 1870 e 1880, os economistas americanos Richard Ely, John Bates Clark e Henry Carter Adams — influenciados tanto pelo socialismo como pelo movimento protestante evangélico — criticaram severamente as condições causadas pelas fábricas industriais e expressaram simpatia pelos sindicatos. No entanto, nenhum deles desenvolveu uma filosofia política sistemática e mais tarde abandonaram os seus flertes com o pensamento socialista. Em 1883, Lester Frank Ward publicou os dois volumes Dynamic Sociology. Ele formalizou os princípios básicos do liberalismo social e ao mesmo tempo atacou as políticas de laissez-faire defendidas por Herbert Spencer e William Graham Sumner. O historiador Henry Steele Commager classificou Ward ao lado de William James, John Dewey e Oliver Wendell Holmes Jr. Um escritor de 1884 até a década de 1930, John Dewey – um educador influenciado por Hobhouse, Green e Ward – defendeu métodos socialistas para alcançar objetivos liberais. A crescente popularidade de John Dewey como economista também coincidiu com o maior movimento georgista que surgiu na década de 1910, culminando com a presidência de Woodrow Wilson. Mais tarde, a América incorporou algumas ideias liberais sociais no New Deal, que se desenvolveu como uma resposta à Grande Depressão quando Franklin D. Roosevelt assumiu o cargo.[carece de fontes?]

## Implementação

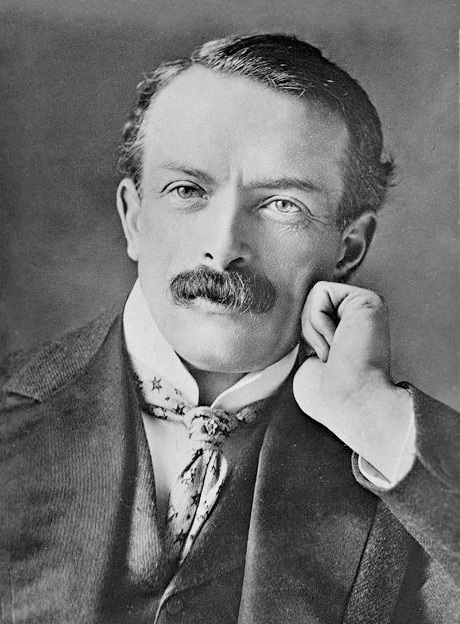
David Lloyd George, que se tornou intimamente associado a este novo liberalismo e apoiou vigorosamente a expansão do bem-estar social.

O Estado de bem-estar social cresceu gradual e desigualmente a partir do final do século XIX, mas desenvolveu-se plenamente após a Segunda Guerra Mundial, juntamente com a economia mista de mercado e o capitalismo de bem-estar. Também chamado de liberalismo integrado, as políticas sociais liberais ganharam amplo apoio em todo o espetro político porque reduziram as tendências disruptivas e polarizadoras da sociedade sem desafiar o sistema económico capitalista. As empresas aceitaram o liberalismo social face à insatisfação generalizada com o ciclo de expansão e recessão do sistema financeiro anterior, pois parecia-lhes ser um mal menor do que os modos de governo mais esquerdistas. As características do liberalismo social eram a cooperação entre grandes empresas, Governo e sindicatos. Os governos puderam assumir um papel vital porque a economia do tempo de guerra tinha reforçado o seu poder, mas a medida em que isso ocorreu variou consideravelmente entre as democracias ocidentais. O liberalismo social também é uma ideologia geralmente internacionalista. O liberalismo social também tem sido historicamente um defensor do feminismo liberal, entre outras formas de progresso social.
Os liberais sociais tendem a encontrar um compromisso entre os extremos percebidos do capitalismo desenfreado e de socialismo de Estado para criar uma economia construída sobre o capitalismo regulado. Devido à confiança no que consideram ser um governo demasiado centralizado para atingir os seus objetivos, os críticos chamaram esta vertente do liberalismo de uma posição ideológica mais autoritária em comparação com as escolas originais de pensamento liberal, especialmente nos Estados Unidos, onde os conservadores chamaram os presidentes Franklin D. Roosevelt e Lyndon B. Johnson autoritários.

### Reino Unido

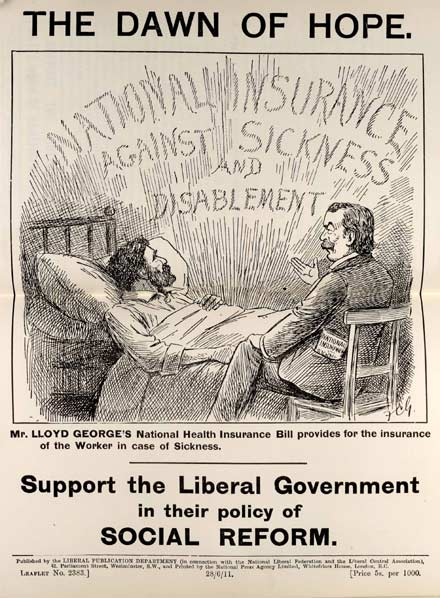
Panfleto britânico do Partido Liberal expressando apoio à Lei do Seguro Nacional de 1911 e à legislação que previa benefícios aos trabalhadores doentes e desempregados, marcando um marco importante no desenvolvimento da segurança social.

A primeira implementação notável de políticas sociais liberais ocorreu sob o Partido Liberal na Grã-Bretanha de 1906 a 1914. Estas iniciativas ficaram conhecidas como as reformas liberais da previdência social. Os principais elementos incluíram pensões para idosos pobres e seguros de saúde, doença e desemprego. Estas mudanças foram acompanhadas por tributação progressiva, particularmente no Orçamento Popular de 1909. O antigo sistema de caridade baseado nas Poor Laws e complementado por instituições de caridade privadas, cooperativas públicas e companhias de seguros privadas estava em crise, dando ao Estado um impulso adicional para a reforma. A bancada do Partido Liberal eleita em 1906 também continha mais profissionais, incluindo académicos e jornalistas, simpatizantes do liberalismo social. Os grandes empresários tinham, na sua maioria, abandonado os liberais pelos conservadores, tornando-se estes últimos o partido favorito para os interesses comerciais. Tanto os interesses empresariais como os sindicatos opuseram-se regularmente às reformas. Os liberais mais identificados com estas reformas foram o primeiro-ministro H. H. Asquith, John Maynard Keynes, David Lloyd George (especialmente como Chanceler do Tesouro), e Winston Churchill (como Presidente da Comissão do Comércio), além do funcionário público (e mais tarde Deputado liberal) William Beveridge.
A maioria dos partidos social-democratas na Europa (notavelmente o Partido Trabalhista Britânico) assumiram fortes influências da ideologia liberal social. Apesar dos dois principais partidos da Grã-Bretanha provirem das tradições do socialismo e do conservadorismo, os debates políticos e económicos mais substantivos dos últimos tempos foram entre conceitos liberais sociais e liberais clássicos.

### Alemanha

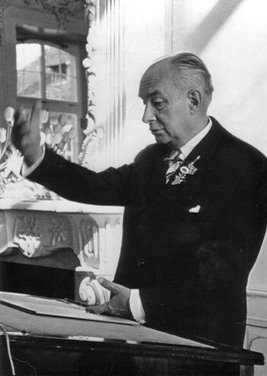
Alexander Rustow

Alexander Rüstow, um economista alemão, foi o primeiro a propor a variante alemã do liberalismo economicamente social. Em 1932, ele apelidou este tipo de social liberalismo de neoliberalismo enquanto discursava na Associação de Política Social. No entanto, esse termo carrega agora um significado diferente daquele proposto por Rüstow. Rüstow queria uma alternativa ao socialismo e à economia liberal clássica desenvolvida no Império Alemão. Em 1938, Rüstow reuniu-se com vários pensadores económicos – incluindo Ludwig Mises, Friedrich Hayek e Wilhelm Röpke – para determinar como e o que poderia renovar o liberalismo. Rüstow defendeu um Estado poderoso para impor mercados livres e intervenção estatal para corrigir falhas de mercado. No entanto, Mises argumentou que os monopólios e cartéis funcionavam devido à intervenção estatal e ao protecionismo e afirmou que o único papel legítimo do Estado era abolir as barreiras à entrada no mercado. Ele via as propostas de Rüstow como uma negação da liberdade de mercado e considerava-as semelhantes ao socialismo.
Após a Segunda Guerra Mundial, o governo da Alemanha Ocidental adotou o neoliberalismo de Rüstow, agora geralmente chamado de ordoliberalismo ou economia social de mercado, sob Ludwig Erhard. Ele foi Ministro da Economia e mais tarde tornou-se Chanceler. Erhard suspendeu os controlos de preços e introduziu mercados livres. Embora a recuperação económica da Alemanha no pós-guerra se devesse a estas políticas, o Estado-providência – que Bismarck tinha estabelecido – tornou-se cada vez mais dispendioso.

### Turquia
O modelo económico kemalista foi concebido por Mustafa Kemal Atatürk na década de 1930, fundador da República da Turquia, após uma tentativa frustrada de abraçar uma economia de mercado regulamentada desde o Congresso Económico de Izmir até à Depressão de 1929. Atatürk colocou o princípio do “estatismo” nas suas Seis Flechas e afirmou que o estatismo era um sistema económico único para a Turquia e que era diferente do socialismo, do comunismo e do coletivismo. Atatürk explicou a sua ideia económica da seguinte forma:
| “ | O Estado não pode substituir os indivíduos, mas deve levá-los em consideração para que se melhorem e se desenvolvam. O estatismo inclui o trabalho que os indivíduos não realizam porque não conseguem obter lucro ou o trabalho que é necessário para os interesses nacionais. Tal como é dever do Estado proteger a liberdade e independência do país e regular os assuntos internos, o Estado deve zelar pela educação e saúde dos seus cidadãos. O Estado deve cuidar das estradas, ferrovias, telégrafos, telefones, animais do país, todos os tipos de veículos e da riqueza geral da nação para proteger a paz e a segurança do país. Durante a administração e proteção do país, as coisas que acabamos de contar são mais importantes do que canhões, espingardas e todo o tipo de armas. (...) Os interesses privados são geralmente o oposto dos interesses gerais. Além disso, os interesses privados baseiam-se em rivalidades. Mas não se pode criar uma economia estável apenas com isto. Pessoas que pensam assim estão a delirar e serão um fracasso. (...) E o trabalho de um indivíduo deve permanecer como a principal base do crescimento económico. Não impedir o trabalho de um indivíduo e não obstruir a liberdade e a iniciativa do indivíduo com as atividades do próprio Estado é a principal base do princípio da democracia. | ” |
Além disso, Atatürk disse isto no seu discurso de abertura em 1 de Novembro de 1937: "A menos que haja uma necessidade absoluta, os mercados não podem sofrer intervenção; além disso, nenhum mercado pode ser completamente livre." Também foi dito por İsmet İnönü que o princípio de estatismo de Atatürk era keynesiano e uma variante turca do New Deal.

### Resto da Europa
Os governos do pós-guerra de outros países da Europa Ocidental também seguiram políticas liberais sociais. Estas políticas foram implementadas principalmente por democratas-cristãos e sociais-democratas à medida que os partidos liberais na Europa diminuíam de força desde o seu auge no século XIX.

### Estados Unidos
O discurso político americano resistiu a esta viragem social no liberalismo europeu. Embora as políticas económicas do New Deal parecessem keynesianas, não houve revisão da teoria liberal em favor de iniciativas estatais mais significativas. Embora os Estados Unidos não tivessem um movimento socialista eficaz, as políticas do New Deal pareciam frequentemente radicais e eram atacadas pela direita. Como resultado, o liberalismo americano acabaria por evoluir para uma ideologia mais anticomunista. O excecionalismo americano foi provavelmente a razão para o desenvolvimento separado do liberalismo moderno nos Estados Unidos, que manteve a ideologia americana dominante dentro de uma faixa estreita.
A principal obra de John Rawls, Uma Teoria da Justiça (1971), pode ser considerada uma exposição emblemática do pensamento social liberal, conhecida pelo uso da filosofia analítica e pela defesa da combinação da liberdade individual e de uma distribuição mais justa de recursos. De acordo com Rawls, cada indivíduo deveria poder escolher e perseguir a sua conceção do que é desejável. Ao mesmo tempo, a sociedade em geral deve manter uma distribuição de bens socialmente justa. Rawls argumentou que as diferenças na riqueza material são toleráveis se o crescimento económico geral e a riqueza também beneficiarem os mais pobres. Uma Teoria da Justiça contrariou o pensamento utilitário na tradição de Jeremy Bentham, seguindo em vez disso o conceito kantiano de contrato social, retratando a sociedade como um acordo mútuo entre cidadãos racionais, produzindo direitos e deveres, bem como estabelecendo e definindo papéis e tarefas do Estado. Rawls colocou o princípio da liberdade igual em primeiro lugar, proporcionando a todas as pessoas igual acesso ao mesmo conjunto de liberdades fundamentais, seguido pela igualdade justa de oportunidades e diferenças, permitindo assim desigualdades sociais e económicas sob a pré-condição de que posições privilegiadas sejam acessíveis a todos, que todos tenham oportunidades iguais e que mesmo os membros menos favorecidos da sociedade beneficiem deste quadro. Este quadro repetiu-se na equação de Justice as Fairness (Justiça como Equidade). Rawls propôs estes princípios não apenas aos adeptos do liberalismo, mas como base para todas as políticas democráticas, independentemente da ideologia. A obras promoveu imensamente as ideias sociais liberais na academia política e filosófica da década de 1970. Rawls pode, portanto, ser um “santo padroeiro” do liberalismo social.

## Declínio
Após os problemas económicos nas décadas de 1960 e 1970, o pensamento liberal sofreu alguma transformação. A gestão financeira keynesiana enfrentou críticas por interferir no mercado livre. Ao mesmo tempo, o aumento das despesas sociais financiadas por impostos mais elevados suscitou receios de menor investimento, menores gastos do consumidor e a criação de uma “cultura de dependência”. Os sindicatos causaram frequentemente salários elevados e perturbações industriais, enquanto que o emprego total era considerado insustentável. Escritores como Milton Friedman e Samuel Brittan, influenciados por Friedrich Hayek, defenderam uma reversão do liberalismo social. As suas políticas - muitas vezes chamadas de neoliberalismo - tiveram uma influência significativa na política ocidental, principalmente nos governos da primeira-ministra do Reino Unido, Margaret Thatcher, e do presidente dos Estados Unidos, Ronald Reagan. Eles seguiram políticas de desregulamentação da economia e de redução dos gastos com serviços sociais.
Parte da razão para o colapso da coligação social-liberal foi um desafio, nas décadas de 1960 e 1970, dos interesses financeiros que podiam operar independentemente dos governos nacionais. Um motivo relacionado foi a comparação de ideias como a medicina socializada, defendida por políticos como Franklin D. Roosevelt, enfrentando críticas e sendo apelidada de socialista pelos conservadores durante o Pânico Vermelho, nomeadamente pelo já mencionado Reagan. Outra causa foi o declínio do sindicalismo organizado que fazia parte da coligação, mas também apoiava ideologias de esquerda que desafiavam o consenso liberal. Relacionado a isto estavam a queda da consciência da classe trabalhadora e o crescimento da classe média. A pressão dos Estados Unidos e do Reino Unido, que tinham sido menos recetivos ao liberalismo social em prol da liberalização comercial, corroeu ainda mais o apoio.

## Renascimento contemporâneo do pensamento social liberal
A partir do final do século XX, ao mesmo tempo que perdia influência política, o liberalismo social conheceu um renascimento intelectual com vários autores importantes, incluindo John Rawls (filosofia política), Amartya Sen (filosofia e economia), Ronald Dworkin (filosofia direito), Martha Nussbaum (filosofia), Bruce Ackerman (direito constitucional) e outros.

## Comparação com neoliberalismo
O Liberalismo Social é muito diferente do termo ambíguo Neoliberalismo, que é frequentemente atribuído aos vários proponentes de mercados livres. A palavra Neoliberalismo tem sido usada para descrever as políticas económicas liberais de Ronald Reagan e Margaret Thatcher. Como um corpo de pensamento, o Neoliberalismo defende posições contrárias a muitas das que são tomadas pelos liberais sociais, especialmente no que toca ao desmantelamento das medidas de apoio social.

## Partidos e organizações
Na Europa, os partidos sociais liberais tendem a ser partidos centristas e de centro-esquerda de pequena ou média dimensão. Exemplos de partidos sociais liberais europeus bem-sucedidos que participam em coligações governamentais a nível nacional ou regional incluem os Liberais Democratas no Reino Unido, os Democratas 66 nos Países Baixos e o Partido Social Liberal Dinamarquês. Na política da Europa continental, os partidos sociais liberais estão integrados no grupo Renovar a Europa no Parlamento Europeu, o terceiro maior grupo no parlamento, e inclui partidos sociais liberais, partidos liberais de mercado e partidos centristas. Outros grupos, como o Partido Popular Europeu, a Aliança Livre Verdes-Europeia e a Aliança Progressista dos Socialistas e Democratas, também abrigam alguns partidos políticos com fações social liberais.[carece de fontes?]
Na América do Norte, o liberalismo social (como a Europa lhe chamaria) tende a ser a forma dominante de liberalismo presente, por isso, na linguagem comum, "liberal" refere-se aos liberais sociais. No Canadá, o liberalismo social é mantido pelo Partido Liberal do Canadá, enquanto que nos Estados Unidos, o liberalismo social é uma força significativa dentro do Partido Democrata.[carece de fontes?]
É difícil fornecer uma lista exaustiva dos partidos liberais sociais em todo o mundo, principalmente porque as organizações políticas nem sempre são ideologicamente puras e as ideologias partidárias mudam frequentemente ao longo do tempo. No entanto, pares como a Rede Liberal Africana, o Partido da Aliança dos Liberais e Democratas pela Europa, o Conselho dos Liberais e Democratas Asiáticos, o Fórum Liberal Europeu, a Internacional Liberal, e a Rede Liberal para a América Latina ou estudiosos geralmente aceitam-nos como partidos que seguem o liberalismo social como ideologia central.[carece de fontes?]

### Partidos sociais liberais ou partidos com frações sociais liberais
- Dinamarca: Partido Social-Liberal[72][73]
- Luxemburgo: Partido Democrático[73]
- Reino Unido: Partido Liberal Democrata[72][73]
- Países Baixos: Democratas 66;[72]

## Pensadores
Alguns pensadores liberais sociais de referência são:
- Jeremy Bentham[74] (1748–1832)
- John Stuart Mill[74][75][76][77]
(1806–1873)
- Thomas Hill Green[74][75][78][79][80] (1836–1882)
- Lester Frank Ward (1841–1913)
- Lujo Brentano[75] (1844–1931)
- Pieter Cort van der Linden (1846–1935)
- Bernard Bosanquet[79] (1848–1923)
- Woodrow Wilson[81] (1856–1924)
- Émile Durkheim[82][83][84]
(1858–1917)
- John Atkinson Hobson[74][78][79][80] (1858–1940)
- John Dewey[74][85] (1859–1952)
- Friedrich Naumann[86][87][88]
(1860–1919)
- Gerhart von Schulze-Gävernitz[75]
(1864–1943)
- Leonard Trelawny Hobhouse[74][75][78][79][80]
(1864–1929)
- William Beveridge[74][78] (1879–1963)
- Hans Kelsen[85] (1881–1973)
- Mohammad Mossadegh[89] (1882–1967)
- John Maynard Keynes[74][85][78]
(1883–1946)
- Franklin D. Roosevelt (1882–1945)
- Lester B. Pearson (1897–1972)
- Carlo Rosselli (1899-1937)
- Pierre Elliot Trudeau (1919–2000)
- Bertil Ohlin[90][91] (1899–1979)
- Piero Gobetti[77] (1901–1926)
- Karl Popper (1902–1994)
- John Hicks (1904–1989)
- Isaiah Berlin[85] (1909–1997)
- Norberto Bobbio[85][77] (1909–2004)

- John Rawls[74][76][92][93] (1921–2002)
- Don Chipp[94] (1925–2006)
- Karl-Hermann Flach[95] (1929–1973)
- Vlado Gotovac[96] (1930–2000)
- Richard Rorty[97] (1931–2007)
- Ronald Dworkin[76][77][93]
(1931–2013)
- Amartya Sen[76][98][99] (1933)
- Álvaro Valle (1934–2000)
- Conrad Russell (1937–2004)
- José G. Merquior[85][100] (1941–1991)
- Bruce Ackerman[76][93] (1943)
- Roh Moo-hyun[101] (1946–2009)
- Martha Nussbaum[98] (1947)
- Paul Krugman[102] (1953)
- Dirk Verhofstadt[98] (1955)
- Justin Trudeau[103] (1971)
- Robert Biedroń[104] (1976)